# Comitatul Clark, Nevada
Comitatul Clark, conform originalului din engleză Clark County este unul din comitatele statului american Nevada. Populația totală a comitatului, conform recensământului din anul 2000, efectuat de United States Census Bureau era de 1.375.765 de locuitori, iar o estimare din 2007 al unei agenții de stat {The Nevada State Demographer's Office) situa Clark County, cu 1.954.319 de locuitori, pe locul întâi ca cel mai populat comitat din Nevada și unul dintre cele mai populate din Uniune.
Comitatul Clark conține orașele Boulder City, Henderson, Las Vegas, Mesquite și North Las Vegas, Las Vegas fiind cel mai populat dintre toate orașele statului. Las Vegas a fost sediul comitatului încă de la crearea comitatului, în 5 februarie 1908, prin scindarea unei porțiuni a comitatului Lincoln. Cea mai mare parte a comitatului a fost parte a fostului Comitat Pah-Ute, care a aparținut Teritoriului Arizona înainte ca Nevada să devivă stat al Uniunii.
Comitatul a fost denumit după William Andrews Clark, un magnat al cuprului din statul Montana și apoi un senator al Senatului Statelor Unite ale Americii. Clark a fost un element esențial al construcției căii ferate cunoscută sub numele Los Angeles şi Salt Lake care unea orașele Los Angeles din California cu Salt Lake City din Utah. Linia ferată, trecând prin comitatul Clark, a fost unul din factorii esențiali ai dezvoltării accelerate a întregii regiuni.
Locuitorii orașului Las Vegas și a zonelor limitrofe a zonei metropolitane, cunoscută ca Las Vegas Valley nu fac în mod obișnuit nici o distincție între Clark County și orașul Las Vegas propriu zis, folosind colocvialismul Vegas pentru a le desemna pe ambele. Întreg comitatul este o zonă importantă turistic, având peste 150.000 de camere de hotel și motel la dispoziția turiștilor.

## Comitate adjacente
- Lincoln County – nord
- Nye County – vest
- Inyo County, California – sud-vest
- San Bernardino County, California – sud
- Mohave County, Arizona – est

## Transport

### Autostrăzi majore
- Interstate 11
- Interstate 15
- Interstate 215
- Interstate 515
- U.S. Route 93
- U.S. Route 95
- State Route 157
- State Route 159
- State Route 160
- County Route 215

## Clădiri guvernamentale notabile
- Clark County Government Center
- Regional Justice Center (inaugurată la 3 octombrie 2005)